# Congo (região)

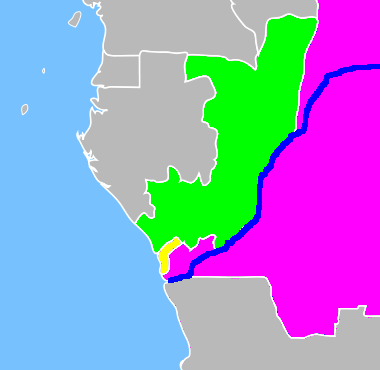
República do Congo, anteriormente conhecido como Congo-Brazzaville e Congo Francês
República Democrática do Congo, anteriormente conhecido como Congo-Kinshasa, Congo Belga e Zaire
Cabinda, uma província exclave de Angola anteriormente conhecido como Congo Português
Rio Congo

A região do Congo é uma área geográfica localizada na floresta tropical da África Central, conhecida como Selva do Congo. Deve o seu nome ao grupo étnico predominante na região, os congos que falam o quicongo e ao reino que fundaram em 1400 - o Reino do Congo; nome que foi herdado atualmente a República Democrática do Congo e a República do Congo.

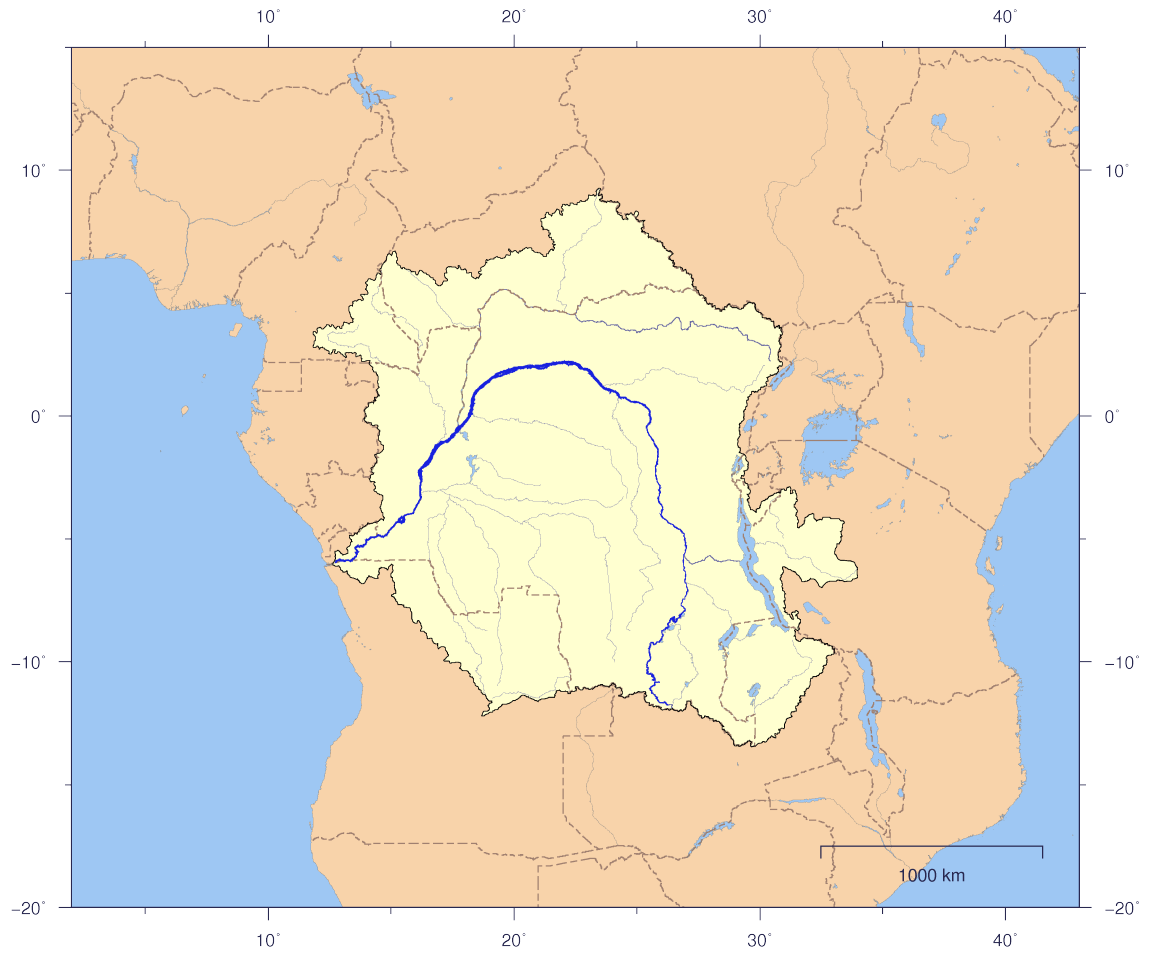
Bacia do Congo.

Tratando-se de um termo histórico, os limites da região do Congo podem ser muito variáveis. Geralmente considera-se que a área incluía as duas repúblicas mencionadas e Cabinda, antigo Congo Português. Mas, do ponto de vista geográfico, é relacionada com a Bacia do Congo, assim atinge da República Centro-Africana, Camarões e outros países vizinhos. Biogeograficamente, a floresta se estende até o Golfo da Guiné, formando um conjunto de ecossistemas relacionados que as agências ambientais internacionais muitas vezes denominam Florestas da Bacia do Congo, constituindo basicamente em todas as florestas equatoriais da África Central.

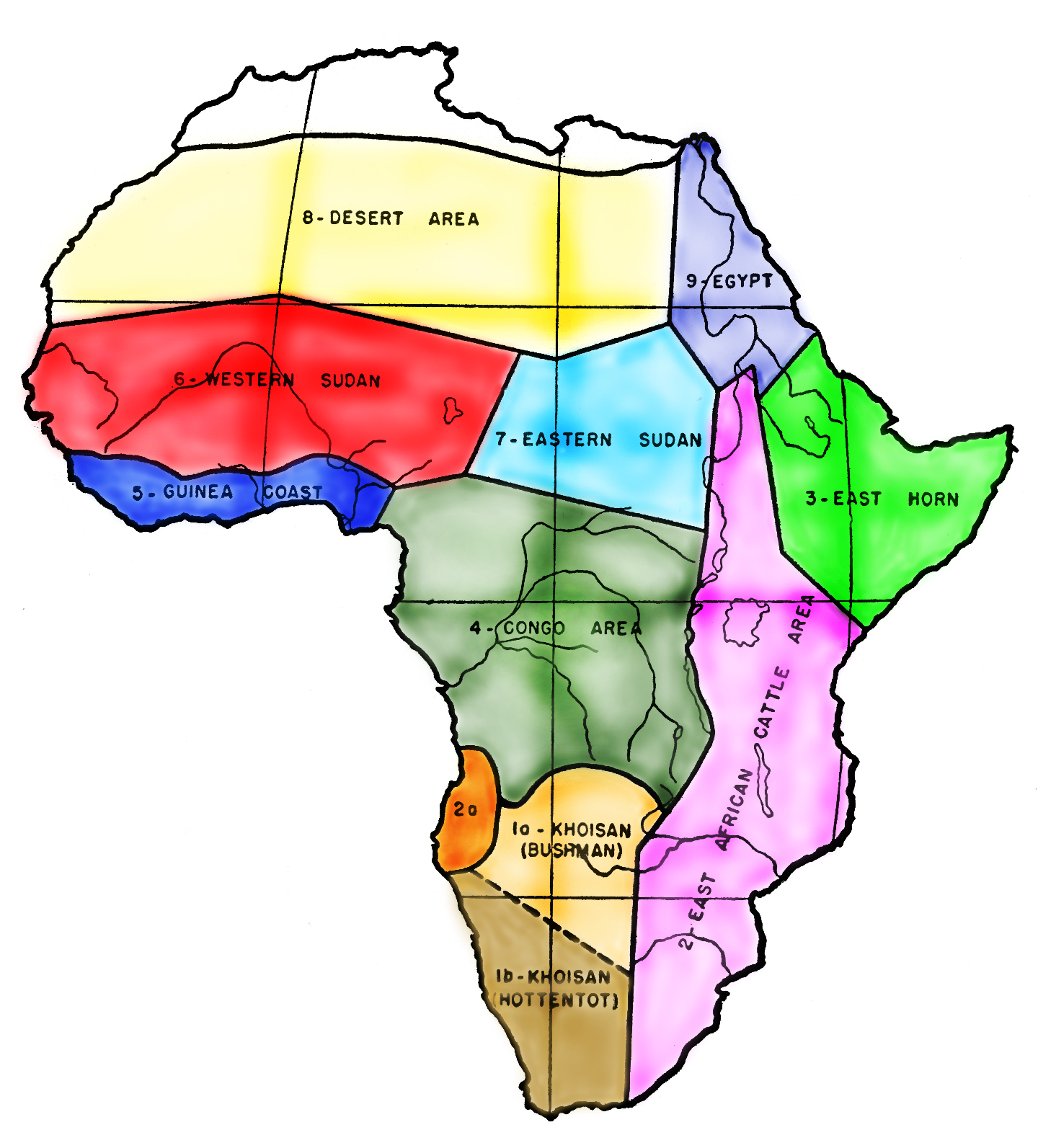
Ao centro, área do Congo segundo Herskovits.

Demograficamente, a região é considerada como um espaço cultural, com predomínio dos povos bantu e a presença minoritária de pigmeus. Geologicamente, a região se assenta no Cráton do Congo.